# Ariki
Un ariki (Nouvelle-Zélande, Îles Cook), ꞌariki (Île de Pâques), aliki (Tokelau, Tuvalu), 'Aliki (Wallis-et-Futuna), ali'i (Samoa, Hawai'i), ari'i (Îles de la Société, Tahiti, Rotuma) aiki ou hakaiki (Îles Marquises), akariki (Îles Gambier) ou 'eiki (Tonga) est un membre d'une chefferie héréditaire ou d'un rang noble en Polynésie,.

## Nouvelle-Zélande
Le leadership politique ou la gouvernance dans la société maorie provient traditionnellement de deux groupes de personnes qui s'alternent : les ariki et les rangatira. Les ariki sont les « personnes du plus haut rang et de l'ancienneté ». En tant que « premiers-nés de haut rang des premiers-nés », les ariki héritent de leurs positions de leurs ancêtres. En particulier, leur « rang suprême [vient] de la conjonction d'un certain nombre de lignées supérieures d'ancêtres fondateurs, et finalement des dieux ». Dans la culture maorie, les ariki étaient des hommes ou des femmes. Un exemple moderne de femme occupant ce rôle de leadership est Te Atairangikaahu, chef suprême ou reine maorie de la fédération des tribus Waikato,.
Les Ariki n'opèrent pas dans de simples organisations hiérarchiques ; malgré ce que « les agents du gouvernement étaient enclins à croire », les ariki n'ont jamais été « le sommet d'une hiérarchie structurée d'autorité tribale institutionnalisée ». De nombreuses fonctions se chevauchent, les ariki occupant plusieurs rôles, notamment « chef d'un iwi, rangatira d'un hapū et kaumātua d'un whānau ». De même, dans le passé, « un tohunga pouvait aussi être le chef d'un whanau mais était bien souvent aussi un rangatira et un ariki » ,.
Le Mouvement du roi maori est dirigé par le roi ou la reine maorie, qui porte le titre Te Arikinui, littéralement « le grand (principal) Ariki ».

## Îles Cook

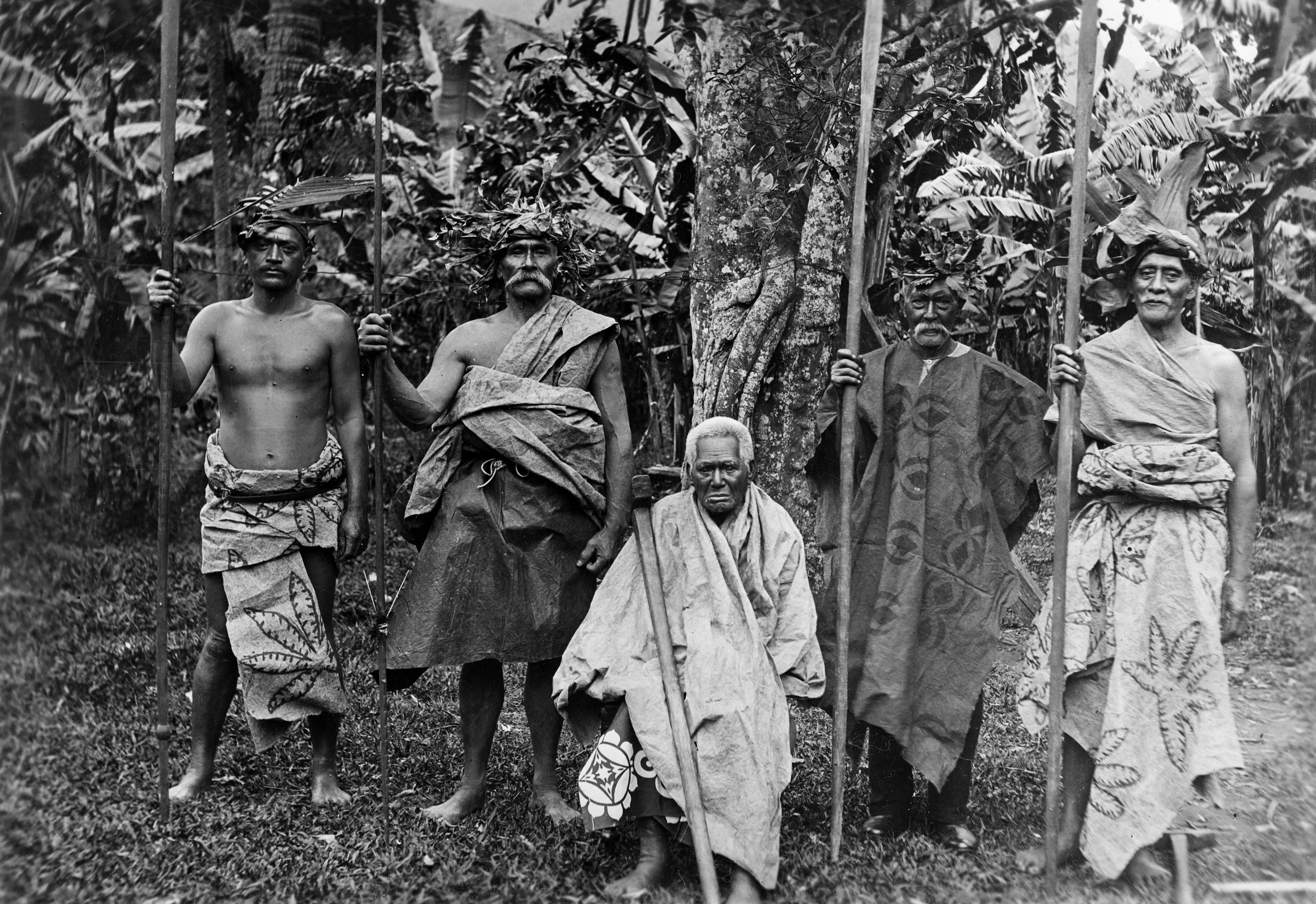
Makea Karika Ariki (assis) et nobles de la tribu Makea Karika, Rarotonga

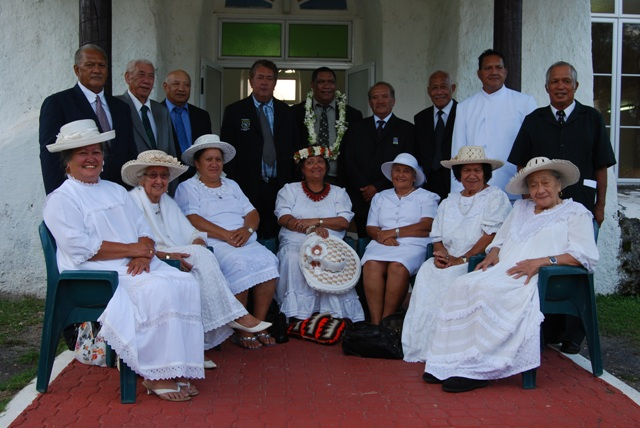
Arikis à l'ouverture de la 39e Assemblée générale annuelle de la Maison Ariki (Cook Islands Herald)

Chaque île des Îles Cook était gouvernée par un certain nombre d'ariki (hauts chefs). Rarotonga en a environ cinq ou six, et la plupart des autres îles en avaient environ trois. Chaque ariki dirige un ivi ou un ngati (tribu). Sous chaque ariki dans la hiérarchie sociale se trouvent un certain nombre de mataiapo et de rangatira (chefs mineurs) de rang noble. Les Ariki sont soit des hommes, soit des femmes. En 2009, un groupe d'ariki conteste la légitimité du gouvernement,.
Le contrôle d'un chef sur son peuple était lié à son mana (pouvoir), qui provient non seulement de sa naissance mais aussi de ses réalisations et de son statut, et peut être gagné ou perdu. Un ariki qui perd sa popularité auprès de son peuple peut également être considéré comme ayant une baisse de mana, ce qui peut conduire à une perte de contrôle.
Avoir le contrôle des tapu (matières sacrées) est une arme puissante pour les ariki. Pour des raisons surnaturelles, certaines activités sont interdites et comme les ariki ont le contrôle sur ce qui est ou non interdit, cela leur confère un pouvoir considérable. C'est la forte croyance du peuple dans le mana d'un ariki et son contrôle sur tout ce qui concerne le tapu qui leur permet de prendre le contrôle de leur peuple sans avoir besoin de mesures physiques.
Les titres ariki, mataiapo et rangatira sont transmis de génération en génération jusqu'à nos jours. Certaines des anciennes cérémonies et traditions sont encore pratiquées aux Îles Cook.
La Maison Ariki ('Are Ariki) est un organe parlementaire des Îles Cook. Il est créé en 1967 peu après l'autonomie gouvernementale et est composé des hauts chefs des îles Cook. Les chercheurs Ron Crocombe et Jon Tikivanotau Jonassen ont soutenu qu'il est créé pour marginaliser les ariki, en leur donnant de la dignité mais un pouvoir très limité.

## Voir également
- Ali'i (en) (Hawaï)
- 'Aliki